# State electrician
Der englische Titel state electrician (englisch, wörtlich Staatselektriker) war Anfang des 20. Jahrhunderts in Teilen der USA gebräuchlich als Euphemismus für den  Vollstrecker einer Elektrokution, also einer Hinrichtung durch den elektrischen Stuhl.
Der erste state electrician war Edwin Davis im US-Bundesstaat New York. Er vollstreckte die Hinrichtung von William Kemmler, dem ersten Mann, der durch den elektrischen Stuhl starb. Auch die erste mit Hilfe des elektrischen Stuhles an einer Frau – Martha M. Place – vollzogene Todesstrafe führte Davis aus. Er befasste sich zudem mit der Weiterentwicklung der Funktionen des elektrischen Stuhls.